# Saint-Colomban-des-Villards
Saint-Colomban-des-Villards (Arpitaans: Sent-Colomban-dus-Velârs, Tèrrachu: Sent-Eclipse) is een gemeente in het Franse departement Savoie (regio Auvergne-Rhône-Alpes) en telt 195 inwoners (1999). De plaats maakt deel uit van het arrondissement Saint-Jean-de-Maurienne. De inwoners staan bekend onder de term Colognons, maar worden ook wel Villarins genoemd, naar het dal waarin de gemeente ligt. Saint-Colomban is een skidorp, dat een onderdeel is van het skigebied Les Sybelles.

## Geografie
Saint-Colomban-des-Villards bevindt zich in de Maurienne-vallei, in het dal van de Col du Glandon, een bergpas die vooral bekend is vanwege wielrenetappes in de Ronde van Frankrijk. Het dal maakt deel uit van de Belledonne, een gebergte in de Savoyse Alpen. In het dal ontspringen verschillende beken en rivieren, die alle uitmonden in de Glandon, dat dwars door Saint-Colomban-des-Villards stroomt.
De oppervlakte van Saint-Colomban-des-Villards bedraagt 68,0 km², de bevolkingsdichtheid is 2,9 inwoners per km².

### Dorpen
De gemeente Saint-Colomban-des-Villards heeft twaalf noemenswaardige dorpen, waarvan Le Chef-Lieu het belangrijkste is. De Franse namen zijn de officiële, hoewel de dorpsnamen voornamelijk vanuit het Savoyaards (dialect van het Arpitaans) verfransing hebben ondergaan. De gemeente verenigt een aantal dorpen, waaronder noemenswaardig:
Le Prin en La Sausse werden voorheen als dorp aangemerkt. Omtrent het jaar 2000 heeft men dit bord verwijderd en worden ze administratief gekoppeld aan Les Roches.

### Klimaat
Saint-Colomban-des-Villards ligt in een gebied met een gematigd alpine klimaat, waarbij de weerpatronen ook kunnen worden beïnvloed door de noordenwinden van een mediterraan klimaat. Vanwege zijn ligging tussen twee bergmassieven, wordt het zijdal waarin Saint-Colomban zich bevindt gekarakteriseerd door een opmerkelijk microklimaat. Hevige windcondities zijn zeer zeldzaam in Saint-Colomban, het klimaat is redelijk gematigd. Artsen die bekend waren met het klimaat uit het dal, lieten met regelmaat patiënten 's zomers verblijven in het dal voor herstel. Tot midden augustus zijn de zomers er warm, bijwijlen heet. Na deze periode zet de meteorologische herfst zich langzaam in, hoewel er periodes met warmte kunnen optreden, de zogenaamde nazomer.
Het winterseizoen is minder rigoureus dan elders in het Mauriennedal. Wanneer er daar in de herfst en in de winter dikwijls mistvorming ontstaat, kan het weersgesteldheid in Saint-Colomban voortreffelijk zonnig zijn. Afgezien van de vele zonuren, valt er gemiddeld wel meer sneeuw in Saint-Colomban dan elders in andere gemeenten op dezelfde en superieure hoogtes binnen de toeristische regio Savoie-Mont Blanc. Hevige sneeuwval was in het verleden aanleiding voor lawines waarbij (een deel van) het dorp geraakt werd. 's Winters hangt de geel-zwart geblokte vlag voor het gemeentehuis, hoewel er in de dorpen sinds de jaren 80 geen bedreigende incidenten meer hebben plaatsgevonden als gevolg van lawinegevaar.
De onderstaande kaart toont de ligging van Saint-Colomban-des-Villards met de belangrijkste infrastructuur en aangrenzende gemeenten.

## Demografie
Onderstaande figuur toont het verloop van het inwonertal (bron: INSEE-tellingen).

## Algemeen
Saint-Colomban-des-Villards is een authentiek en kleinschalig wintersportdorp met een rijke historie en vele tradities dat op 1100 meter hoogte ligt. Het heeft een barretje, een aantal restaurants en een aantal winkeltjes en er is een natuurijsbaan. Het dorp bevindt zich tegen de Col du Glandon, dat vooral bekend is vanwege wielrenetappes in de Ronde van Frankrijk. Het dorp is een van de mogelijke vertrekpunten voor de route naar de bergtop van de Sambuis.

## Cultuur

### Klederdracht
Kenmerkend voor de klederdrachten uit Saint-Colomban-des-Villards zijn de kleurrijke kledingstukken voor vrouwen, bijvoorbeeld de blauwe of zwarte jurken met rode korset. Ook de grote zilveren kruiskettingen, zichtbare juwelen en het gebruik van meerdere geweven banden zijn veelgeziene accessoires. De klederdrachten uit de Glandon-vallei worden over het algemeen gezien als de meer kleurrijke en goed bezittende van de Pays de Savoie.

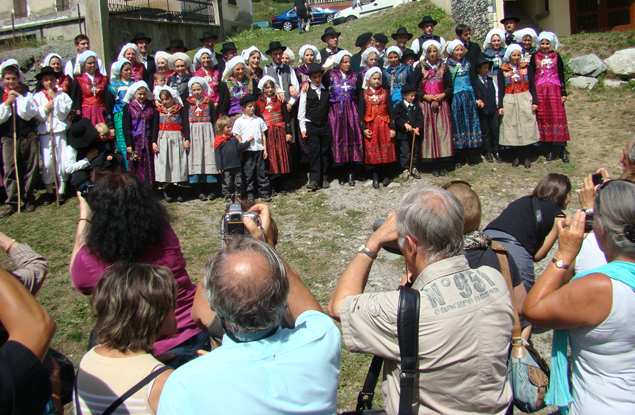
Fotografen op Maria Hemelvaart.

De klederdracht van mannen is minder gecompliceerd. Men droeg een donkere hoed met een brede rand. Deze geeft schaduw in de zon, bescherming bij regen en voorts beschermt hij het hoofd tegen laaghangende takken. De Villarins droegen een gilet, dat ook zonder jas gedragen werd, over een overhemd met manchetten. Als broek droeg men een zwarte of donkerbruine ribfluwelen broek.
Verder is in Saint-Colomban een klederdracht- en kostuumgroep ontstaan die zich inspant om de oude kleding te bewaren en te bestuderen, en die bij gelegenheid vertoont aan het publiek. Jaarlijks zijn er evenementen waarbij men deze groep aan het werk kan zien, bijvoorbeeld op Maria-Tenhemelopneming, de 15 augustus. Op deze evenementen trekken diverse inwoners ook hun traditionele kledij weer uit de kast (als het tenminste in die kast aanwezig is). Volgens de tellingen waren op 15 augustus 2009 ongeveer 25 mannen en vrouwen die hun traditionele uitrusting aantrokken, ondanks de opdringerigheid van toeristen die zich vergapen aan mensen in streekdracht.

### Taal
Een deel van de bewoners spreekt een lokaal Savoyaards dialect van het Arpitaans, de taal die als gevolg van de Franse taalpolitiek door de sprekers onterecht wordt aangeduid (en verward) met de denigrerende term patois. De meningen of de term patois tegenwoordig als aanduiding voor de Arpitaanse taal neutraal of beledigend is, lopen uiteen. Door de Franse taalpolitiek en door de toevloed van Franstaligen staat de lokale taal onder grote druk: Met name na de annexatie van Savoye aan Frankrijk in 1860 heeft het een pejoratieve bijklank van "onbeschaafd" gekregen, waardoor de taal een bedreigde minderheidstaal is geworden. Deze Gallo-Romaanse taal beschikt echter over een zeer rijke vocabulaire, waarbij veel woorden geen Franse tegenhanger kennen. Omgekeerd kan het ook voorkomen dat er voor een (vaak modern) Frans woord geen direct Arpitaans woord bestaat. Wie het nog zuiver wil horen spreken richtte zich vooral tot de oudste generatie binnen de gemeente, hoewel dit voor een buitenstaander bepaald niet makkelijk te verstaan is. Het Arpitaans is nu een "verborgen taal"; vreemdelingen horen deze taal vrijwel nooit.
Ook gebruikt men in bepaalde kringen een schoorsteenvegersjargon. Dit jargon wordt Tèrrachu genoemd en vermengt zich met het Arpitaans en tegenwoordig ook met het Frans. De woorden uit dit jargon dateren voornamelijk uit de 19e eeuw en begin 20e eeuw. Het jargon versterkt de sociale banden tussen de sprekers en is bedoeld om buitenstaanders uit te sluiten van het gesprek.

### Rivaliteit
Generaties lang wordt met name van de mannelijke jeugd een bijdrage verwacht bij het assisteren in bijvoorbeeld de landbouw- en veeteeltactiviteiten van familieleden en vriendenkringen. Vanaf 14 en 15 jaar werden de jongeren rijp geacht te werken voor geld. Deze jongemannen vormden clans en doorliepen de dorpen van de gemeente om te werken, maar ook voor vrijetijdsbesteding dat niet zelden gebeurde in de vorm van simpele gevechten. Vermoeid, verwond of bloedend kwamen ze bevredigend thuis van een mooie zondagavond vol ervaringen. Binnen de Colognonse cultuur werd dit gezien als onschuldig tijdverdrijf, een mannelijke sport en een vorm van ontlading.
Veelal stonden de jonge inwoners van Saint-Colomban tegenover de Bannes, de bewoners uit de buurgemeente Saint-Alban-des-Villards. De tegenstelling van meningen tussen de twee gemeenten vormden regelmatig een aanleiding voor vechtpartijen. Dit werd nog eens versterkt door de radicale sfeer tussen de inwoners die een strikte scheiding aanhielden binnen de vallei; met als gevolg een bijna totale endogamie. Desondanks hebben groeperingen dezelfde levensomstandigheden, identieke klederdrachten en zelfs - op een aantal uitspraken en lokale woorden na - hetzelfde Savoyaardse dialect. Wat de oorzaak ook mocht wezen, de onenigheden werden vaak afgedaan met een vuistslag. Hoewel lang niet iedereen strijdvaardig ingesteld was, werden met de jaren lokale helden in bepaalde kringen zelfs vereerd wegens hun krachten. Doordat men de verplichting voelde het aangedane onrecht te wreken, kon de rivaliteit generaties voort blijven bestaan.
De rivaliteit met Saint-Alban is tegenwoordig nihil. De gelijkenissen in het alledaagse leven tussen de inwoners verenigen de jongeren. Men spreekt nauwelijks meer van Colognons en Bannes, maar van Villarins, de bewoners van de gehele vallei (zowel Saint-Colomban als Saint-Alban).

### Evenementen
- Maria Hemelvaart, 15 augustus.
- Petanque zesdaagse, de 1e week van augustus.

### Bezienswaardigheden
- De dorpskerk.
- De Col du Glandon.
- Het standbeeld van het kleine schoorsteenvegertje.
- Kasteel in La Sausse (Château de La Sausse).

## Verkeer en vervoer

### Wegverkeer
Een aantal hoofdwegen verbindt Saint-Colomban-des-Villards met andere plaatsen:
D927 Saint-Colomban-des-Villards - Saint-Alban-des-Villards - Saint-Étienne-de-Cuines
D926 Saint-Colomban-des-Villards - Saint-Sorlin-d'Arves (- Allemond via D526)

### Luchtverkeer
Met het vliegtuig is Saint-Colomban-des-Villards goed bereikbaar. Men kan vliegen op Genève, Lyon, Annecy, Chambéry of Grenoble, om vervolgens per trein of auto te reizen naar de alpengemeente. Op ongeveer 84 kilometer (58 minuten rijden) van Saint-Colomban-des-Villards ligt de dichtstbijzijnde luchthaven Chambéry-Savoie. De luchthaven van Chambéry is vooral drukbezocht tijdens de wintermaanden vanwege de aanvoer naar de omliggende skigebieden. Saint-Colomban-des-Villards is ook bereikbaar vanaf de internationale Luchthaven Genève Cointrin, waarop bijna alle grote luchtvaartmaatschappijen vliegen en waarvan het op 1 uur en 40 minuten rijafstand ligt. Hieronder volgt een tabel met de afstanden van Saint-Colomban-des-Villards tot de dichtstbijzijnde luchthavens:
| Luchthaven                     | Afstand in tijd     | Afstand in km |
| ------------------------------ | ------------------- | ------------- |
| Luchthaven Chambéry-Savoie     | 58 minuten          | 84 km         |
| Luchthaven Annecy Haute-Savoie | 1 uur en 20 minuten | 112 km        |
| Luchthaven Grenoble-Isère      | 1 uur en 40 minuten | 150 km        |
| Luchthaven Lyon-Saint Exupéry  | 1 uur en 40 minuten | 161 km        |
| Luchthaven Genève              | 1 uur en 40 minuten | 163 km        |

### Spoorwegen
Treinstations in de buurt van Saint-Colomban-des-Villards zijn station Saint-Avre - La Chambre (17 minuten rijden voor 11,9 km) en het spoorwegstation Saint-Jean de Maurienne - Vallée de l'Arvan (25 minuten voor 20,1 km).

### Openbaar vervoer

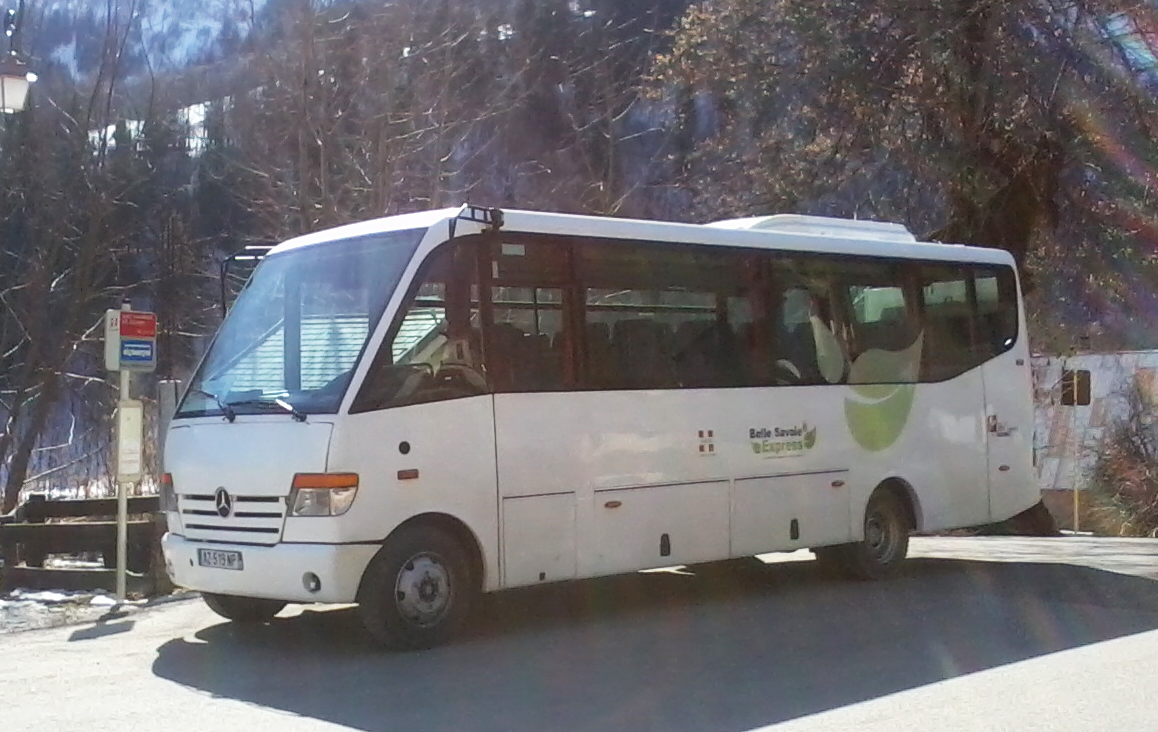
De lijnbus bij een haltepaal in St.Colomban-des-Villards.

De gemeente kent één bescheiden buslijn. De lijn vormt de belangrijkste verbinding die de dorpen en de buurgemeente verbindt met de skipistes. De bus rijdt vanuit Saint-Alban-des-Villards via de dorpen van Saint-Colomban-des-Villards naar de skipiste, dat behoort tot het skidomein Les Sybelles. Vertrekpunt van de lijn is Le Planchamp, om vervolgens via het dorpscentrum, Le Frêne en Le Bessay de gemeente van Saint-Colomban binnen te rijden. Saint-Colomban heeft 7 haltes, gelegen in de dorpen (geplaatst in volgorde van de rijrichting): Lachenal, Villard-Martinan, Le Chal, Le Châtelet, La Perrière, het dorpscentrum en met La Pierre als eindbestemming. Hoewel de skipistes in La Pièrre als eindbestemming gelden, is het uiteraard ook mogelijk tussentijds uit te stappen. De bus rijdt twee keer per dag naar de skipistes, maar vertrekt echter zevenmaal per dag vanaf de skipistes, waarvan vijf keer een korte lijn met slechts La Perrière of La Chal als eindbestemming.

## Sport

### Wintersport
Saint-Colomban-des-Villards is een onderdeel van het welbekende skigebied Les Sybelles. Dat skigebied, gelegen in de Savoyse Alpen, is een van de grootste domeinen in Frankrijk met zo'n 310 kilometer pistes. Met circa 30 kilometer pistes is het skistation van Saint-Colomban-des-Villards bescheiden, maar het geeft door zijn verbindingen toegang tot grote skistations als Saint-Sorlin-d'Arves, Le Corbier en La Toussuire. De pistes van Saint-Colomban-des-Villards staan bekend om de rust en natuur. Het wintersportdorp kent een eigen lokale skiclub, waarmee deelgenomen wordt aan diverse competities binnen de skisport.

## Bekende inwoners
- Pierre Bozon (1921-1986), historicus en schrijver.